# Rüdiger Preisler
Pour les articles homonymes, voir Preisler.
Rüdiger Preisler (né en 1945 à Santiago) est un sculpteur allemand.

## Biographie
La famille de Rüdiger Preisler revient à Berlin-Ouest en 1954. En 1961, il fait la connaissance de Curt Echtermeyer, qui devient un mentor et un ami. En 1970, il est élève de l'académie des arts graphiques de Berlin auprès de Konrad Schüler. Il a son atelier en 1974. Il reçoit une bourse de Bethanien de 1987 à 1988.